# Les Cayes
Les Cayes er en i på det vestlige Haiti, med et indbyggertal (pr. 1995) på cirka 46.000. Byen ligger i departementet Sud og er en af Haitis vigtigste havnebyer.
18°12′N 73°45′V / 18.200°N 73.750°V
- Wikimedia Commons har flere filer relateret til Les Cayes